# Vei-viser
Vei-viser är ett musikalbum med Stein Ove Berg, utgivet som LP 1979 av skivbolaget Talent Produksjon A/S.

## Låtlista
Sida 1
1. "Stine Maris vise"
2. "La meg dra dit igjen"
3. "Luringen"
4. "Vis meg et sted"
5. "Kunstner min pike du maler"

Sida 2
1. "Farvel"
2. "Den siste visa"
3. "Willin'" (Lowell George, norsk text: Stein Ove Berg)
4. "Hva fikk du i natt"
5. "Farmer'n fra Stryn"
6. "Eva (Amandah)"
7. "La meg være stille"

- Alla låtar skrivna av Stein Ove Berg där inget annat anges.

## Medverkande
Musiker
- Stein Ove Berg – sång, gitarr
- Henryk Lysiak – piano, keyboard, flöjt, altsaxofon
- Pete Knutsen – gitarr
- Freddy Lindquist – akustisk gitarr
- Leif Frøiland – steelgitarr
- Eilif Amundsen – banjo
- Ola Johansen – percussion
- Svein Gundersen – basgitarr, trummor
- Terje Methi, Bjørn Jacobsen – basgitarr
- Iver Kleive, Freddy Hoel Nilsen – piano
- John Svendsen – dragspel
- Thor Andreassen – trummor
- Svein Christiansen – percussion
- Asbjørn Krogtoft, Lars Ulseth – bakgrundssång

Produktion
- Ola Johansen – musikproducent
- Petter Hox, Asbjørn Krogtoft – ljudtekniker
- Kay Borgeteien – foto